# 2.º Prêmio APCT
O 2.º Prêmio APCT foi um evento organizado pela Associação Paulista de Críticos Teatrais (APCT) com o propósito de premiar os melhores de 1957 no teatro brasileiro.
Os vencedores foram anunciados no dia 29 de dezembro de 1957 após assembleia da APCT. A cerimônia de premiação ocorreu em 24 de fevereiro de 1958 no salão nobre da Associação Comercial de São Paulo. Os vencedores receberam medalhas e diplomas.

## Vencedores
| Categoria             | Vencedor                                                        |
| --------------------- | --------------------------------------------------------------- |
| Espetáculo            | Chá e Simpatia                                                  |
| Autor                 | Ariano Suassuna A Compadecida                                   |
| Tradutor              | Brutus Pedreira Os Interesses Criados                           |
| Diretor               | Sérgio Cardoso Chá e Simpatia                                   |
| Atriz                 | Nydia Licia Chá e Simpatia                                      |
| Ator                  | Ítalo Rossi Os Interesses Criados                               |
| Cenógrafo             | Mauro Francini A Rainha e os Rebeldes                           |
| Figurinista           | Clara Helengi Os Interesses Criados                             |
| Coadjuvante feminino  | Riva Nimitz Só o Faraó Tem Alma                                 |
| Coadjuvante masculino | Gustavo Pinheiro Chá e Simpatia                                 |
| Revelação de autor    | Barbosa Lessa Não te Assusta, Zacarias                          |
| Revelação de diretor  | Hermilo Borba Filho A Compadecida                               |
| Revelação de ator     | Egidio Eccio Rua São Luiz, 27, 8.º andar                        |
| Revelação de figurino | Kalma Murtinho Nossa Vida com Papai                             |
| Personalidade         | Paulo de Tarso Santos                                           |
| Prêmio especial       | Teatro Popular de Arte (Sandro e Maria Della Costa)             |
| Prêmio especial       | Museu de Arte Moderna (1.ª Bienal de Artes Plásticas do Teatro) |

Votaram: Clóvis Garcia, Delmiro Gonçalves, Hermilo Borba Filho, Horácio de Andrade, José Neistein, Maria José de Carvalho, Mário Júlio da Silva, Mattos Pacheco, Nelson Xavier, Paulo Fábio e Sábato Magaldi